# Густав Вајганд
Др. Густав Вајганд (Weigand, 1860-1930.), је био лингвиста, професор универзитета у Лајпцигу; особито се бавио проучавањем балканских народа, у првом реду Румуна и Аромуна, па Бугара и Арбанаса; најбољи радови о Аромунима.
Доста времена је провео на Балкану, истражујући, пописујући и проучавајући језике и људе.

## Дела
Најзначајнија његова дела везана су за истраживања порекла балканских народа. Нека од њих преведена су на српски и могу се наћи у библиотекама.
- Аромуни, том I и II[1]
- (1888):
- (1892):
- (1908):
- (1923):